# Atleta mondiale dell'anno
L'Atleta mondiale dell'anno, conosciuto anche con il suo nome originale World Athlete of the Year, è un premio assegnato annualmente agli atleti che partecipano agli eventi di atletica leggera organizzati dalla World Athletics.
L'atleta maschile più titolato è il velocista Usain Bolt per un totale di sei volte (2008, 2009, 2011, 2012, 2013, 2016), seguito dal mezzofondista Hicham El Guerrouj (2001, 2002, 2003), mentre l'atleta femminile più titolata è l'astista Elena Isinbaeva (2004, 2005, 2008); anche la velocista e saltatrice in lungo Marion Jones deteneva tre titoli, ma quello del 2000 le fu revocato per doping.

## Albo d'oro
| Anno | Uomini                                    | Donne                                      |
| ---- | ----------------------------------------- | ------------------------------------------ |
| 1988 | Carl Lewis                                | Florence Griffith-Joyner                   |
| 1989 | Roger Kingdom                             | Ana Fidelia Quirot                         |
| 1990 | Steve Backley                             | Merlene Ottey                              |
| 1991 | Carl Lewis                                | Katrin Krabbe                              |
| 1992 | Kevin Young                               | Heike Henkel                               |
| 1993 | Colin Jackson                             | Sally Gunnell                              |
| 1994 | Noureddine Morceli                        | Jackie Joyner-Kersee                       |
| 1995 | Jonathan Edwards                          | Gwen Torrence                              |
| 1996 | Michael Johnson                           | Svetlana Masterkova                        |
| 1997 | Wilson Kipketer                           | Marion Jones                               |
| 1998 | Haile Gebrselassie                        | Marion Jones                               |
| 1999 | Michael Johnson                           | Gabriela Szabó                             |
| 2000 | Jan Železný                               | Marion Jones (revocato)                    |
| 2001 | Hicham El Guerrouj                        | Stacy Dragila                              |
| 2002 | Hicham El Guerrouj                        | Paula Radcliffe                            |
| 2003 | Hicham El Guerrouj                        | Hestrie Cloete                             |
| 2004 | Kenenisa Bekele                           | Elena Isinbaeva                            |
| 2005 | Kenenisa Bekele                           | Elena Isinbaeva                            |
| 2006 | Asafa Powell                              | Sanya Richards-Ross                        |
| 2007 | Tyson Gay                                 | Meseret Defar                              |
| 2008 | Usain Bolt                                | Elena Isinbaeva                            |
| 2009 | Usain Bolt                                | Sanya Richards-Ross                        |
| 2010 | David Rudisha                             | Blanka Vlašić                              |
| 2011 | Usain Bolt                                | Sally Pearson                              |
| 2012 | Usain Bolt                                | Allyson Felix                              |
| 2013 | Usain Bolt                                | Shelly-Ann Fraser-Pryce                    |
| 2014 | Renaud Lavillenie                         | Valerie Adams                              |
| 2015 | Ashton Eaton                              | Genzebe Dibaba                             |
| 2016 | Usain Bolt                                | Almaz Ayana                                |
| 2017 | Mutaz Essa Barshim                        | Nafissatou Thiam                           |
| 2018 | Eliud Kipchoge                            | Caterine Ibargüen                          |
| 2019 | Eliud Kipchoge                            | Dalilah Muhammad                           |
| 2020 | Armand Duplantis                          | Yulimar Rojas                              |
| 2021 | Karsten Warholm                           | Elaine Thompson-Herah                      |
| 2022 | Armand Duplantis                          | Sydney McLaughlin                          |
| 2023 | Noah Lyles Armand Duplantis Kelvin Kiptum | Faith Kipyegon Yulimar Rojas Tigist Assefa |
| 2024 | Letsile Tebogo                            | Sifan Hassan                               |

### Premi per specialità
| Anno | Pista maschile | Pista femminile           | Pedana maschile  | Pedana femminile   | Strada maschile | Strada femminile |
| ---- | -------------- | ------------------------- | ---------------- | ------------------ | --------------- | ---------------- |
| 2024 | Letsile Tebogo | Sydney McLaughlin-Levrone | Armand Duplantis | Jaroslava Mahučich | Tamirat Tola    | Sifan Hassan     |

## Atleta emergente dell'anno
| Anno | Uomini                                    | Donne                         |
| ---- | ----------------------------------------- | ----------------------------- |
| 1998 | Christian Malcolm                         | -                             |
| 2000 | Hamdan Al-Bishi                           | Jana Pittman                  |
| 2002 | Usain Bolt                                | Carolina Kluft                |
| 2003 | Usain Bolt Kenenisa Bekele Eliud Kipchoge | Allyson Felix Tirunesh Dibaba |
| 2005 | Harry Aikines-Aryeetey                    | -                             |
| 2006 | Margus Hunt                               | -                             |
| 2007 | -                                         | Ruth Bosibori                 |
| 2008 | -                                         | Pamela Jelimo                 |
| 2010 | Till Wöschler                             | Angelica Bengtsson            |
| 2011 | Kirani James                              | Christin Hussong              |
| 2012 | Keshorn Walcott                           | Anthonique Strachan           |
| 2013 | -                                         | Mary Cain                     |
| 2014 | Wilhem Belocian                           | Morgan Lake                   |
| 2015 | Abdul Hakim Sani Brown                    | Candace Hill                  |
| 2016 | Andre De Grasse                           | Nafissatou Thiam              |
| 2017 | Karsten Warholm                           | Yulimar Rojas                 |
| 2018 | Armand Duplantis                          | Sydney McLaughlin             |
| 2019 | Selemon Barega                            | Jaroslava Mahučich            |
| 2021 | Erriyon Knighton                          | Athing Mu                     |
| 2022 | Erriyon Knighton                          | Adriana Vilagoš               |
| 2023 | Emmanuel Wanyonyi                         | Faith Cherotich               |
| 2024 | Mattia Furlani                            | Sembo Almayew                 |